# Sarinda (genre)
Pour l’article homonyme, voir Sarinda.
Genre
Synonymes
- Cineas Simon, 1901

Sarinda est un genre d'araignées aranéomorphes de la famille des Salticidae.

## Distribution
Les espèces de ce genre se rencontrent en Amérique.

## Liste des espèces
Selon World Spider Catalog (version 25.0, 31/03/2024) :
- Sarinda armata (G. W. Peckham & E. G. Peckham, 1892)
- Sarinda atrata (Taczanowski, 1871)
- Sarinda capibarae Galiano, 1967
- Sarinda cayennensis (Taczanowski, 1871)
- Sarinda chacoensis Galiano, 1996
- Sarinda contraluz Hagopián & Bustamante, 2024
- Sarinda cutleri (Richman, 1965)
- Sarinda exilis (Mello-Leitão, 1943)
- Sarinda hentzi (Banks, 1913)
- Sarinda imitans Galiano, 1965
- Sarinda longula (Taczanowski, 1871)
- Sarinda marcosi Piza, 1937
- Sarinda nigra G. W. Peckham & E. G. Peckham, 1892
- Sarinda panamae Galiano, 1965
- Sarinda pretiosa Banks, 1909
- Sarinda ruficeps (Simon, 1901)
- Sarinda silvatica Chickering, 1946
- Sarinda sombraluminosa Hagopián, Laborda & Simó, 2024

## Systématique et taxinomie
Ce genre a été décrit par Peckham et Peckham en 1892 dans les Attidae.
Cineas a été placé en synonymie par Galiano en 1965.

## Publication originale
- Peckham & Peckham, 1892 : « Ant-like spiders of the family Attidae. » Occasional Papers of the Natural History Society of Wisconsin, vol. 2, no 1, p. 1-84 (texte intégral).